# Пребывание царской семьи в Тобольске

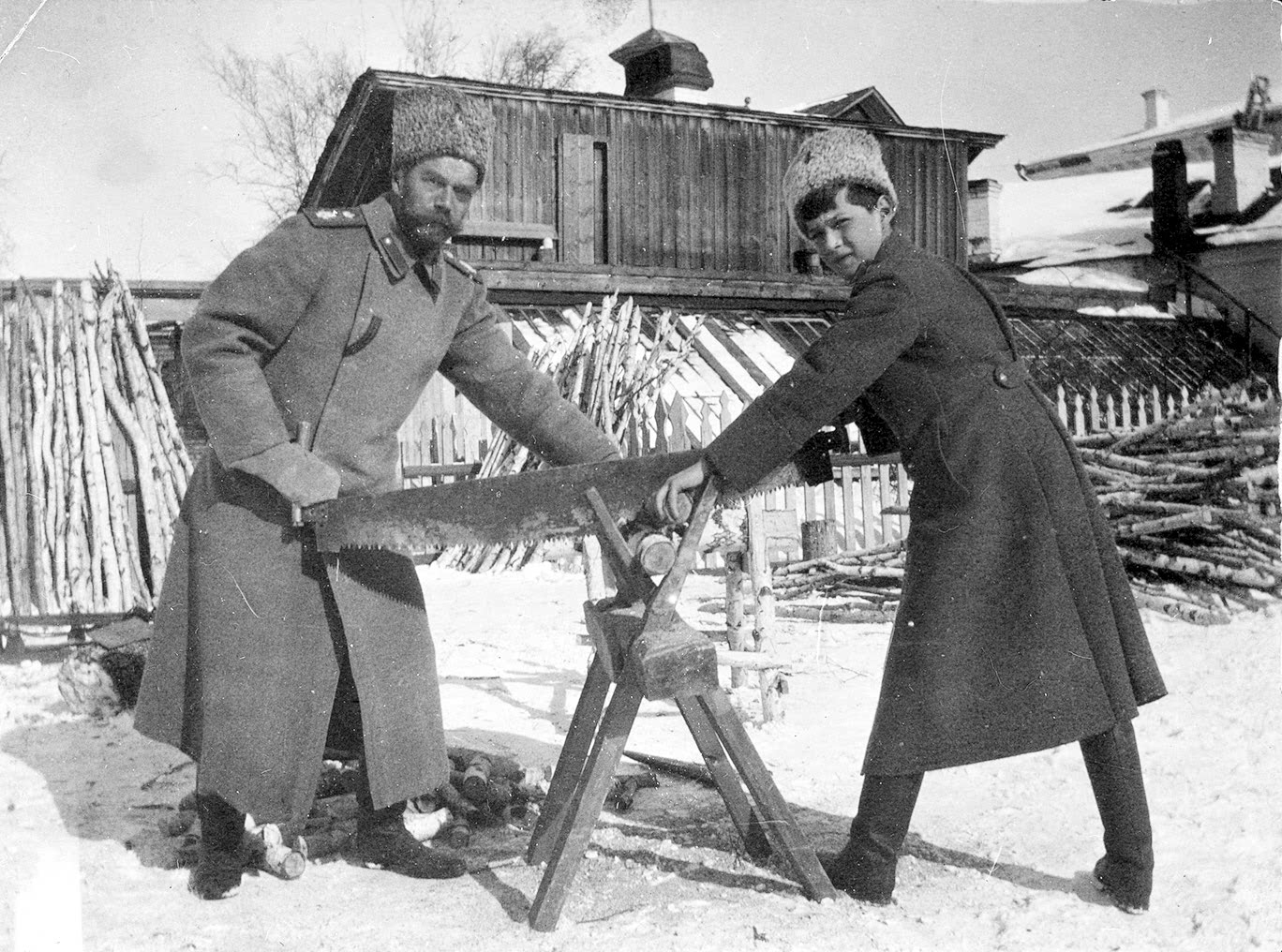
Николай II и его сын Алексей пилят дрова в Тобольске.

Пребывание царской семьи в Тобольске — нахождение с августа 1917 по апрель 1918 года отрёкшегося от престола российского императора Николая II и его семьи под арестом в городе Тобольске. Кроме царской семьи в Тобольске добровольно находились сопровождающие их лица — члены свиты и прислуга.
Император Николай II, в ходе Февральской революции 15 марта 1917 года отрёкшийся от престола, через два дня, 17 марта, был помещён под арест вместе с членами  своей семьи. Первоначально местом ареста был Александровский дворец в Царском Селе. Однако, Временному правительству не удалось стабилизовать внутриполитическую обстановку в России: усталость от долгой войны, военные неудачи и ухудшающееся социально-экономическое положение неуклонно радикализировало российское общество, в том числе и в отношении судьбы Николая II и его семьи. С одной стороны, левые радикальные социалисты (в том числе большевики), а также анархисты требовали суда над бывшим императором и его казни. С другой стороны, существовал риск, что сторонники монархии попытаются организовать освобождение царской семьи с целью бегства за границу или реставрации монархии. В этим условиях в августе 1917 года было принято решение отправить бывшего императора и его семью вглубь России, подальше от неспокойного Петрограда. Местом дальнейшего нахождения царской семьи под арестом был выбран Тобольск — город в Западной Сибири, центр Тобольской губернии.

## Арест царской семьи
Отрёкшийся император был взят под арест 8—9 марта 1917 года и находился под охраной в Царском Селе. Обсуждались варианты выдачи царской семьи Великобритании и Дании, однако революционные массы жаждали смерти Николая, а политические деятели склонялись к проведению показательного суда над ним, который наверняка закончился бы смертным приговором как для самого бывшего самодержца, так и для его супруги и, возможно, единственного наследника.
После июльских событий 1917 года в Петрограде Временное правительство решило переправить царя с семьёй в ссылку. Местом ссылки был избран Тобольск, куда царь прибыл 6 августа 1917 года пароходом из Тюмени, вместе с семьёй и свитой — добровольно сопровождавшие их лица (45 человек). В дороге и ссылке царь и его семья охранялись так называемым Отрядом особого назначения из 330 солдат и 7 офицеров. Командиром отряда был полковник Евгений Кобылинский. По другим данным, воспоминаниям полковника А. И. Джулиани, командиром Отряда Особого назначения был назначен штабс-капитан Аксюта Ф. А., запасного батальона Лейб-Гвардии 1-го стрелкового Его Величества полка, избранный солдатским комитетом выборным командиром батальона. Нахождение штабс-капитана Аксюты Ф. А. рядом с государем в Тобольске подтверждается многими фотографиями. С 1 сентября 1917 по 26 января 1918 года при отряде состоял комиссар Временного Правительства, старый революционер В. С. Панкратов. Солдаты и офицеры отряда были набраны из гвардейских стрелковых полков.
Временное правительство отказалось давать какое-либо содержание свите.
Согласно воспоминаниям Александр Керенского:
| Было решено (в секретном заседании) изыскать для переселения царской семьи какое-либо другое место, и все разрешение этого вопроса было поручено мне. Я стал выяснять эту возможность. Предполагал я увезти их куда-нибудь в центр России, останавливаясь на имениях Михаила Александровича и Николая Михайловича. Выяснилась абсолютная невозможность сделать это. Просто немыслим был самый факт перевоза Царя в эти места через рабоче-крестьянскую Россию. Немыслимо было увезти их и на Юг. Там уже проживали некоторые из Великих Князей и Мария Фёдоровна, и по этому поводу там уже шли недоразумения. В конце концов я остановился на Тобольске. Отдаленность Тобольска и его особое географическое положение, ввиду его отдаленности от центра, не позволяло думать, что там возможны будут какие-либо стихийные эксцессы. Я, кроме того, знал, что там удобный губернаторский дом. На нём я и остановился. Первоначально, как я припоминаю, я посылал в Тобольск комиссию, в которую, кажется, входили Вершинин и Макаров, выяснить обстановку в Тобольске. Они привезли хорошие сведения. |

Впоследствии Керенский утверждал, что в 1917 году он находился под мощным давлением разнообразных делегаций, требовавших расстрелять царя. По мнению Керенского, если бы Николай не был бы сослан в Тобольск, «он также был бы казнён, но на год ранее».

## Нахождение в Тобольске

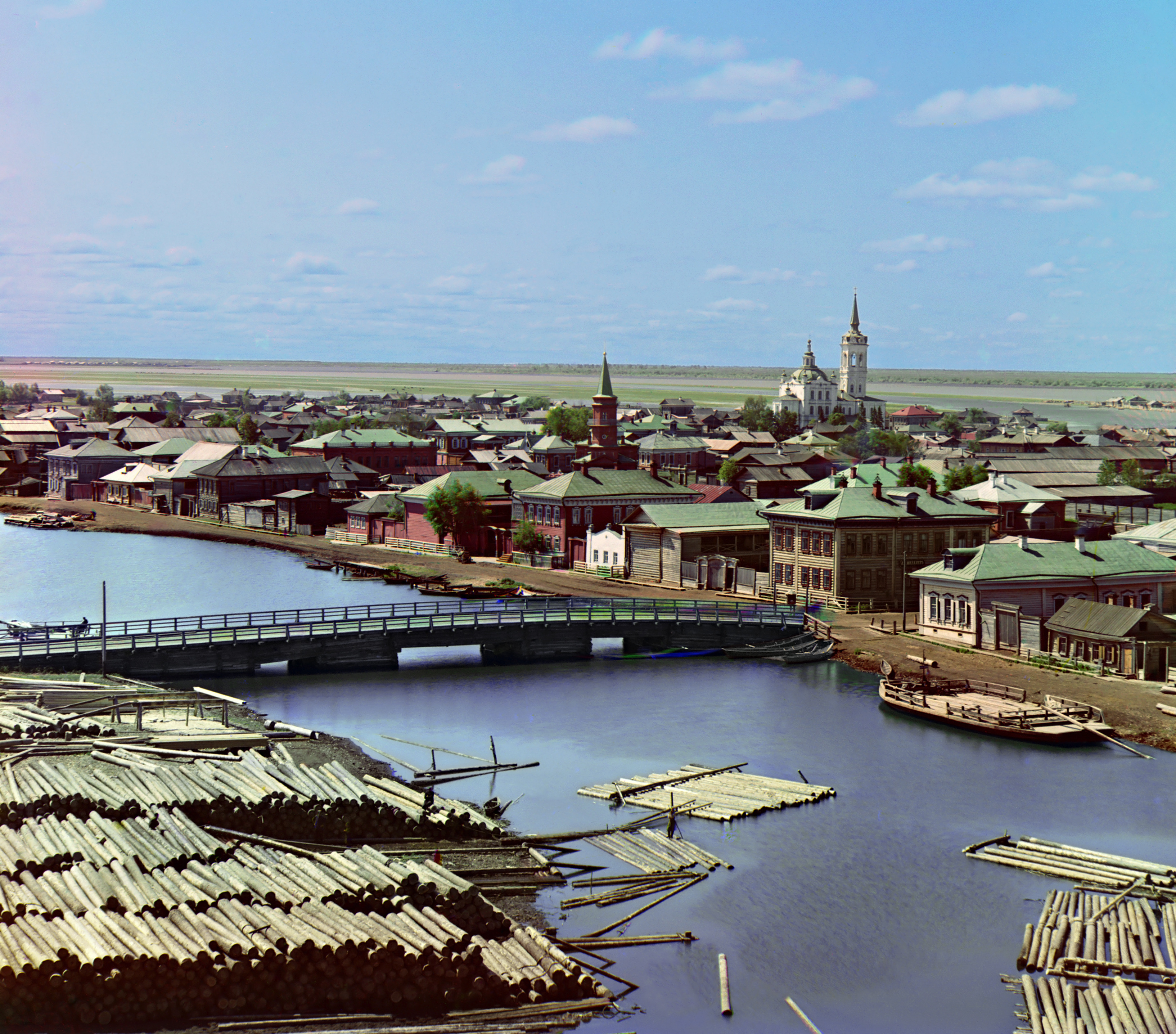
Тобольск (1912 год). Фото С. Прокудина-Горского

Дом губернатора в Тобольске (ныне Музей императорской семьи)
Семья была размещена на втором этаже бывшего губернаторского дома. Выходить в город запрещалось, за исключением посещения церкви, все письма просматривались. Однако в целом жизнь ссыльных в первые месяцы была очень тихой; как писал сам царь, «нам здесь хорошо — очень тихо». Ближайшая железная дорога находилась от Тобольска в 260 верстах, и «триумфальное шествие советской власти», распространявшееся главным образом по железным дорогам, до него не дошло, дойдя только до Тюмени, Омска и Екатеринбурга.
О приходе к власти большевиков становится известно с опозданием на две недели, только 17 ноября.

17 ноября. Такая же неприятная погода с пронизывающим ветром. Тошно читать описания в газетах того, что произошло две недели тому назад в Петрограде и в Москве! 
Гораздо хуже и позорнее событий Смутного времени.
— Дневники Николая II, 1917 год
В Тобольске образуется Солдатский комитет, избранный охраной царя. Отношение комитета к бывшему императору, в целом, было враждебным. 19 декабря запрещено посещать церковь, за исключением праздников, 7 марта этот запрет отменён.
В конце декабря Солдатский комитет постановляет 100 голосами против 80 снять у свергнутого царя погоны, что он сам воспринял, как унижение, заявив, что «этого свинства я им не забуду», и снимать погоны отказался. В феврале солдаты, раздражённые обильным питанием царя, требуют перевести его на солдатский паёк. 13 февраля комиссар Карелин постановляет оплачивать из казны только солдатский паёк, отопление и освещение, а всё остальное должно оплачиваться за счёт заключённых, причём пользование личными капиталами было ограничено 600 рублей в месяц. 19 февраля Солдатский комитет разрушил ночью кирками ледяную горку, построенную в саду для катания царских детей. Предлогом для этого было то, что с горки можно было «смотреть через забор».
В феврале большевистские Советы в Екатеринбурге и Омске вспоминают о существовании Николая II, и независимо друг от друга каждый из них поднимает перед председателем ВЦИК Свердловым вопрос о переводе царя к себе, опасаясь, что весной он может бежать. Вплоть до этого времени большевики не проявляли никакого интереса к личности свергнутого царя, так как были слишком поглощены ожесточённой борьбой за власть, и им было не до царя.
Власть большевиков в Тобольске фактически была установлена в марте 1918 года с прибытием из Омска 11 (24) марта Дуцмана Василия (Вильгельма) Карловича, комиссара Тобольска и комиссара над царской семьёй. Дуцман не имел никаких связей в Тобольске и предпочитал никак не вмешиваться в события, ограничиваясь наблюдением за царской семьёй.
Через несколько дней в Тобольске происходит конфликт между несколькими большевистскими отрядами: 13 (26) марта прибывает отряд красногвардейцев из Омска, 15 (28) вдвое меньший из Екатеринбурга, покинувший Тобольск 4 апреля по требованию первого отряда. Омский отряд находился под командованием Демьянова и Дегтярёва, которые сами происходили из Тобольска и были в нём хорошо известны. Этот отряд разгоняет местную земскую и городскую управу и переизбирает Совет.
Сам Николай упоминает в своих дневниках в записи от 22 марта о прибытии и изгнании ещё одного отряда из Тюмени: «Утром слышали со двора, как уезжали из Тобольска тюменьские разбойники-большевики на 15 тройках, с бубенцами, со свистом и с гиканьем. Их отсюда выгнал омский отряд!».
31 марта (13 апреля) прибыл второй отряд из Екатеринбурга под командованием делегата Уралсовета комиссара С. С. Заславского, 28-летнего слесаря, дважды судимого за революционную деятельность и с началом войны мобилизованного на Балтийский флот, где он окончил школу гардемаринов. Заславский требует немедленно заключить царя в «каторжную тюрьму».
Во время этого конфликта в Тобольск во главе ещё одного отряда численностью 150 человек прибывает 9 (22) апреля комиссар ВЦИК Яковлев, которому в течение двух дней удалось взять под свой контроль оба предыдущих отряда, изгнав Заславского.

## Список отправившихся в ссылку

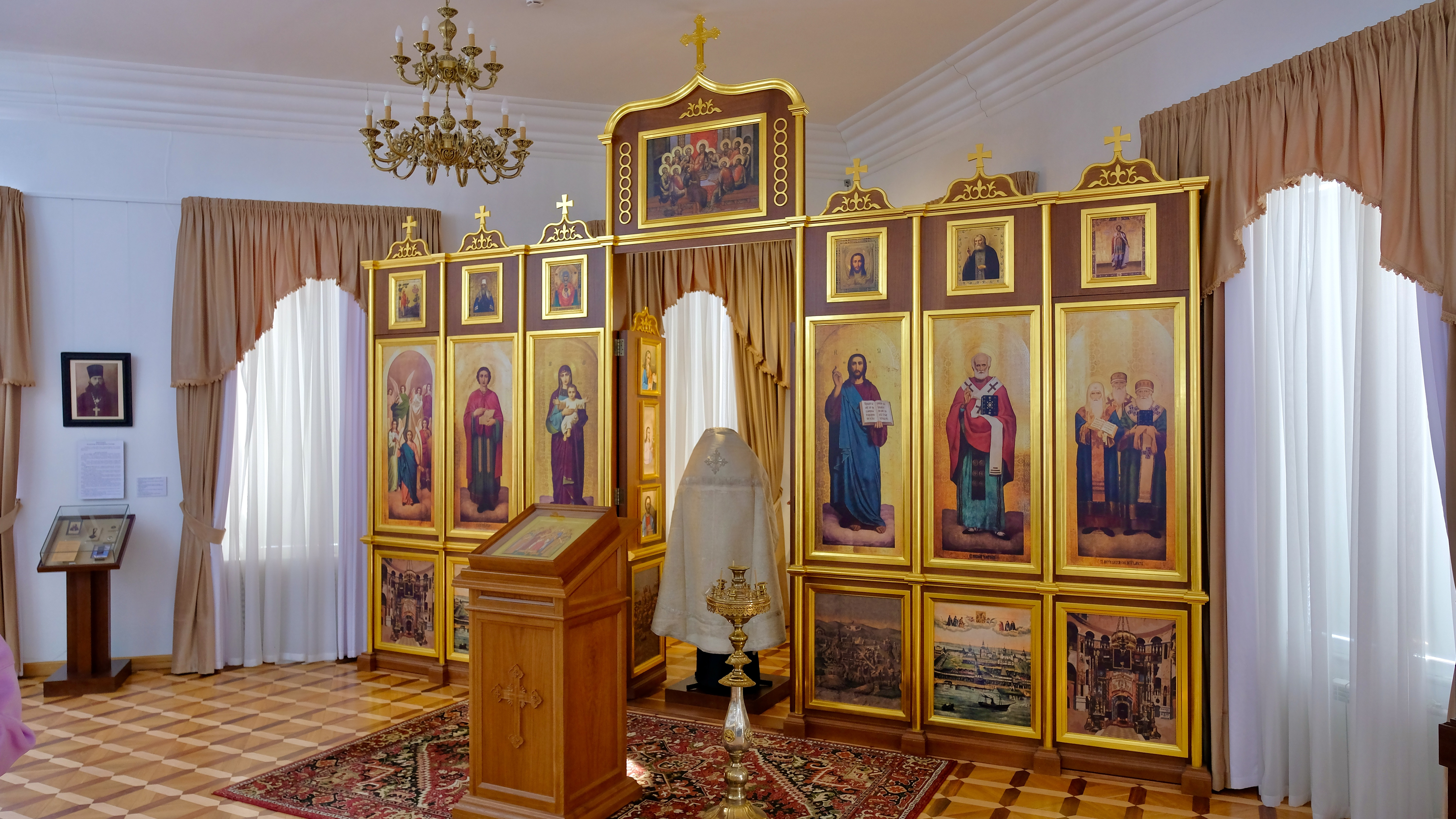
Иконостас

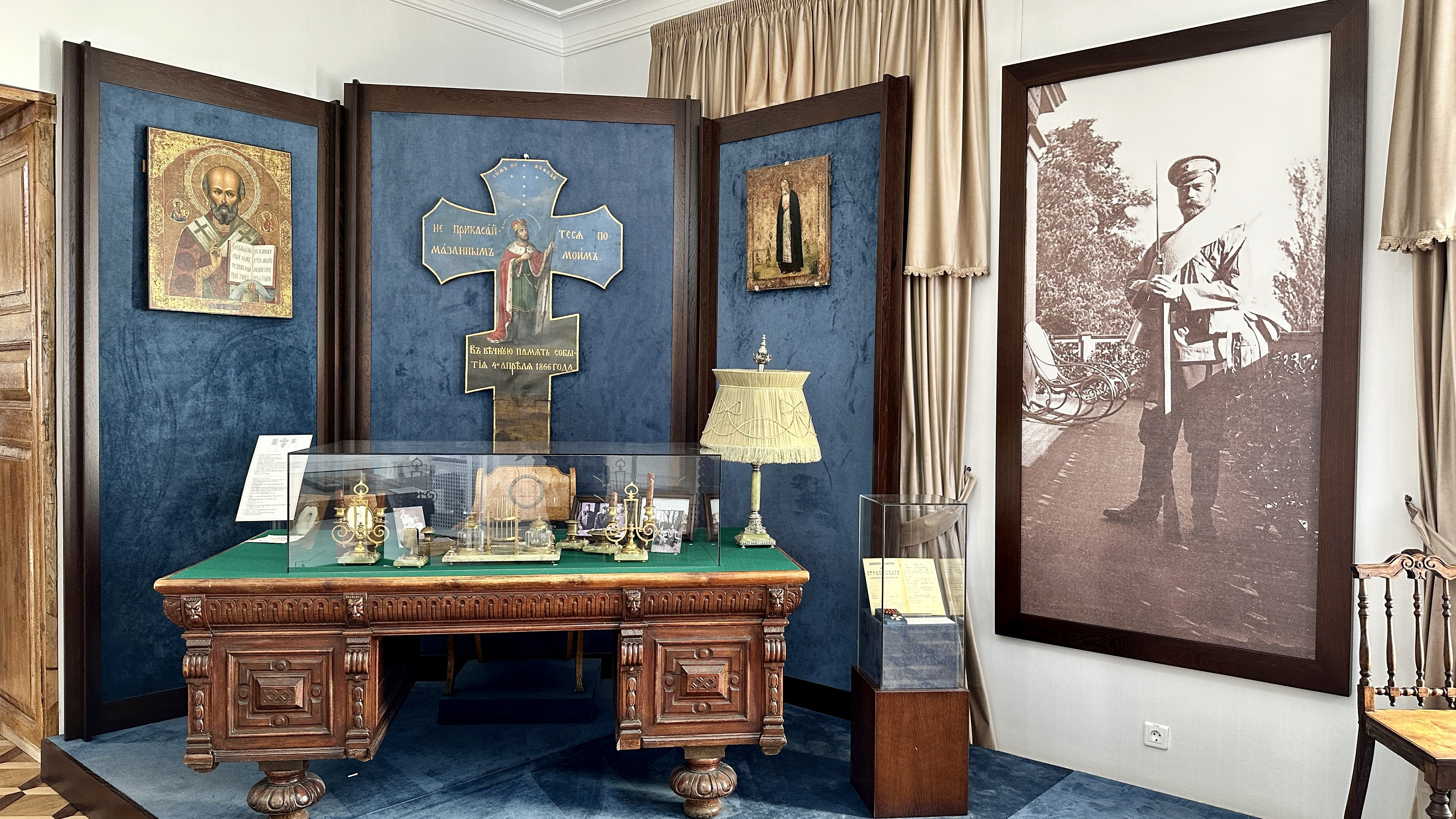
Рабочий кабинет Николая II

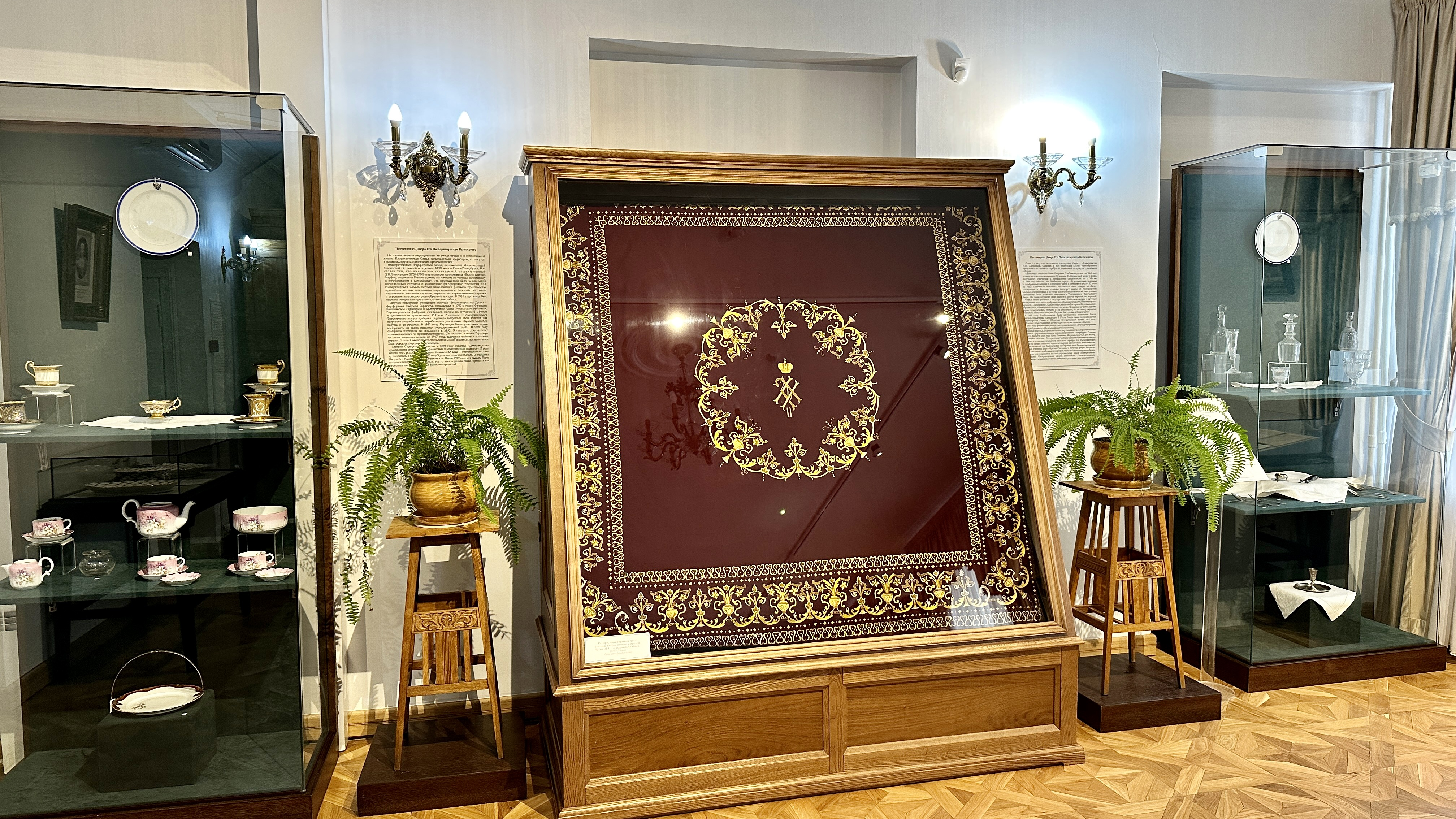
Скатерть с вышитыми инициалами Николая II

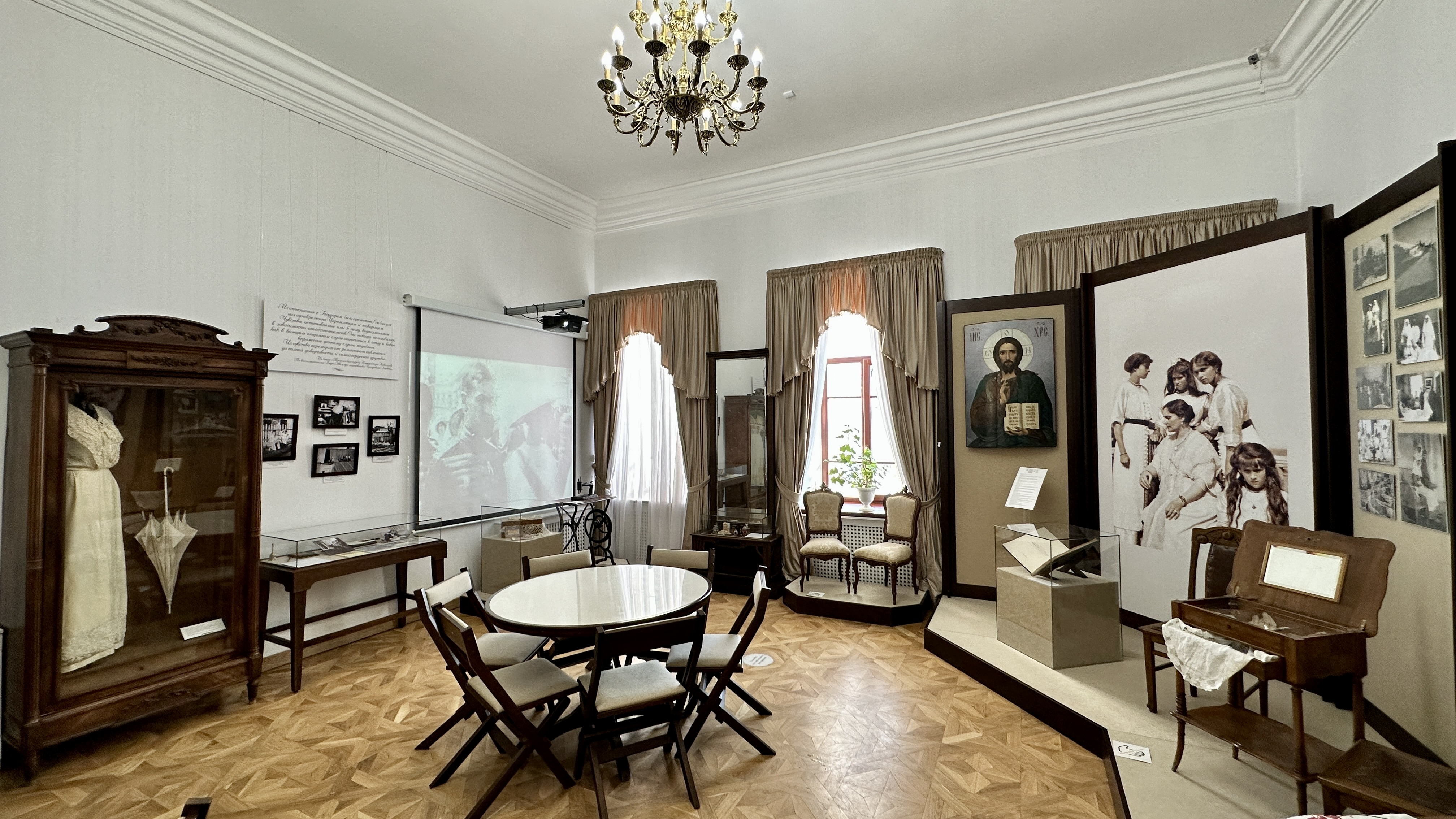
Реконструкция комнаты для рукоделий

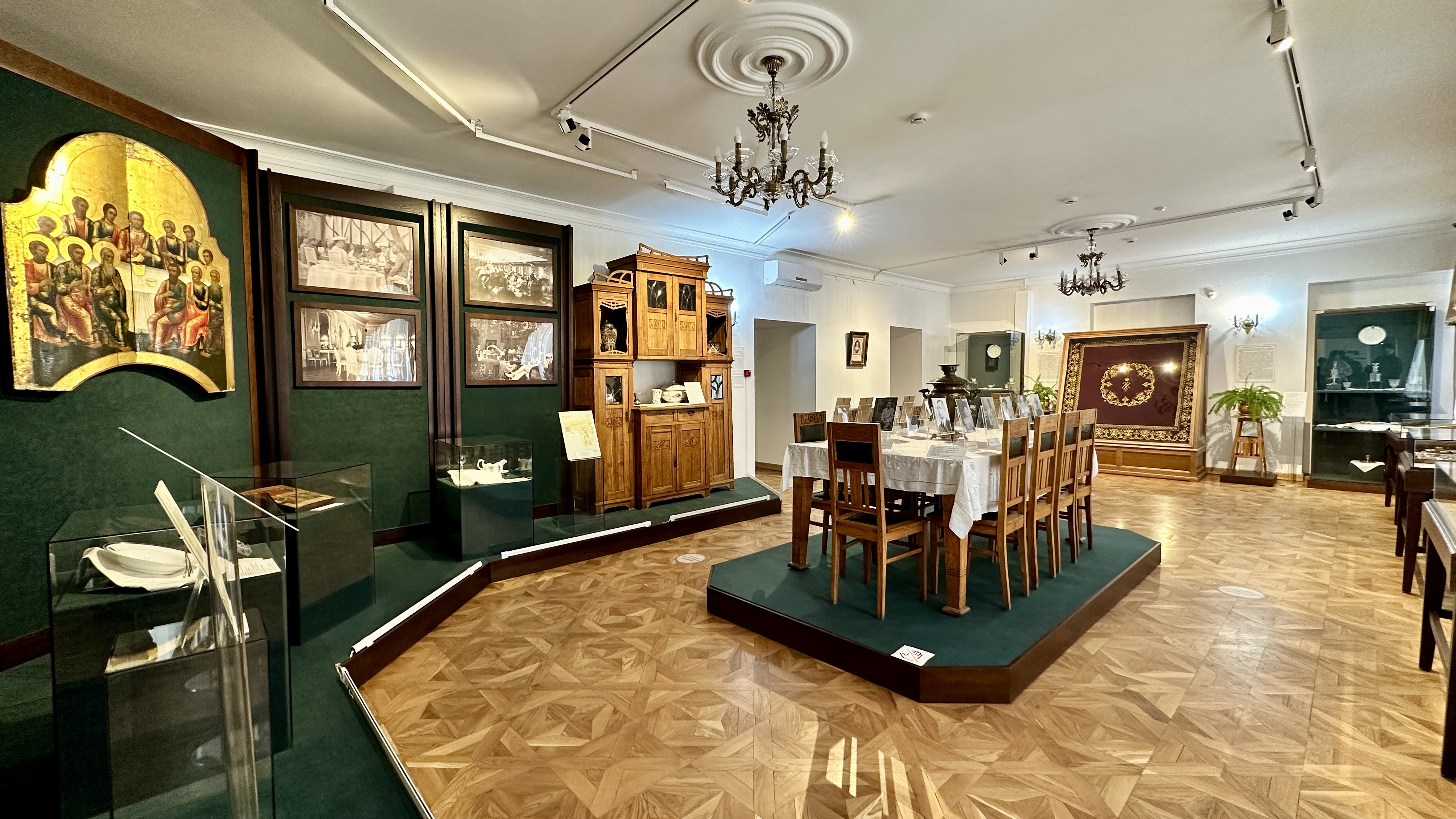
Столовая

### Члены царской семьи
1. Николай II
2. Александра Фёдоровна
3. Ольга Николаевна
4. Татьяна Николаевна
5. Мария Николаевна
6. Анастасия Николаевна
7. Алексей Николаевич

### Добровольно сопровождавшие их лица
1. генерал-адъютант граф Илья Татищев
2. гофмаршал князь Василий Долгоруков
3. графиня Анастасия Гендрикова
4. лейб-медик Евгений Боткин
5. наставник Наследника Цесаревича француз Пьер Жильяр
6. гоф-лектрисса Екатерина Шнейдер
7. воспитательница графини Гендриковой Виктория Николаева
8. няня Александра Теглева
9. помощник Теглевой Елизавета Эрсберг
10. камер-юнгфера Мария Тутельберг
11. комнатная девушка Императрицы Анна Демидова
12. камердинер Государя Терентий Чемодуров
13. помощник Чемодурова Степан Макаров
14. камердинер Государыни Алексей Волков
15. лакей наследника Цесаревича Сергей Иванов
16. детский лакей Иван Седнёв
17. дядька Наследника Цесаревича Климентий Нагорный
18. лакей Алоизий Трупп
19. лакей Тютин
20. лакей Дормидонтов
21. лакей Киселев
22. лакей Ермолай Гусев
23. официант Франц Журавский
24. старший повар Иван Харитонов
25. повар Кокичев
26. повар Иван Верещагин
27. поварской ученик Леонид Седнёв
28. служитель Михаил Карпов
29. кухонный служитель Сергей Михайлов
30. кухонный служитель Франц Пюрковский
31. кухонный служитель Терехов
32. служитель Смирнов
33. писарь Александр Кирпичников
34. парикмахер Алексей Дмитриев
35. гардеробщик Ступель
36. заведующий погребом Рожков
37. прислуга графини Гендриковой Паулина Межанц
38. прислуга госпожи Шнейдер Екатерина Живая
39. прислуга госпожи Шнейдер Мария

### Прибывшие позднее
Буксгевден, Занотти, Уткина и Романова не были допущены к царской семье.
1. преподаватель английского языка англичанин Сидней Гиббс
2. доктор медицины Владимир Деревенко
3. фрейлина баронесса София Буксгевден
4. камер-юнгфера Магдалина Занотти
5. комнатная девушка Анна Уткина
6. комнатная девушка Анна Романова